# Chiesa di San Giacomo Maggiore Apostolo (Villongo)
La chiesa di San Giacomo Maggiore Apostolo è un edificio di culto di Villongo, della provincia e Diocesi di Bergamo.

## Storia
Non si conosce la data di edificazione della chiesa, si considerava che gli affreschi presenti nell'aula siano risalenti al XV secolo, ma lavori di restauro conservativo accorsi nel 1996 anticiperebbero la datazione al periodo romanico, supponendola nel XII o XIII secolo.
Sicuramente vi fu un importante rifacimento nel Seicento con la demolizione completa della parte absidale, poi ricostruita lasciando dell'edificio originario, solo i muri perimetrali della sala. Del secolo successivo sono l'elevazione della torre campanaria, della facciata e successivamente della parete a settentrione, con la posa dei nuovi portali in pietra di Sarnico. L'edificio risulta inserito nel Sommario delle chiese della diocesi di Bergamo, redatto dal cancelliere vescovile nel 1666 dal cancelliere Giovanni Giacomo Marenzi come oratorio intitolato a san Giacomo Maggiore Apostolo
La chiesa fu visitata dal vescovo di Bergamo Giovanni Paolo Dolfin il 23 giugno 1781, nella cui relazione fu inserita un documento redatto dall'allora parroco che la indicò sussidiaria della parrocchiale di San Filastro. L'edificio fu oggetto di ricerche archeologiche e lavori di mantenimento dal 1006 al 2001. 

## Descrizione

### Esterno

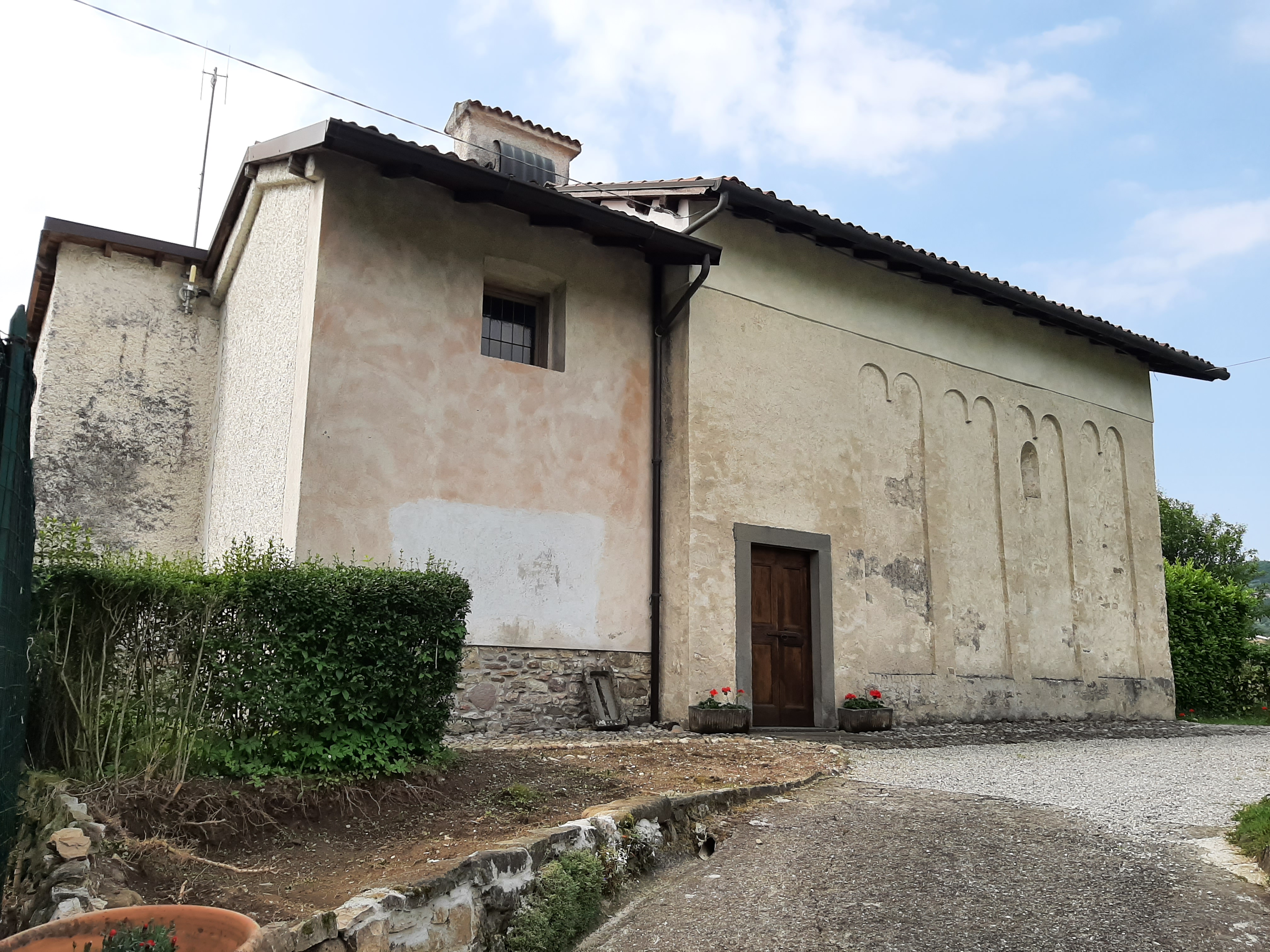
Vista laterale della chiesa

L'edificio di culto si trova sul confine con il comune di Credaro in posizione molto isolata, nella località detta Soralogo.
Il fronte principale a capanna, in conci di pietra, presenta due leggeri sfondati laterali ad arco, e nella parte centrale il porticato in pietra di Sarnico completo di gocciolatoio. La parte termina con l'apertura circolare atta a illuminare l'aula. Sopra il portale è posto il simbolo vescovile. La facciata era completa di finestre che sono state rimosse durante i restauri per riportare l'edificio più possibilmente simile alla sua originaria conformazione.
La parete laterale a nord presenta i medesimi sfondati decorativi divisi da lesene e completi di archetti pensili con la presenza di una piccola monofora a sguscio.
La torre campanaria a vela fu posta solo nel XVIII secolo.

### Interno
L'interno a navata unica è di piccole dimensioni terminante con la zona del presbiterio quadrata, sicuramente rifacimento della struttura originaria dell'abside. Le pareti che erano decorate da pitture a finta tappezzeria risalenti al Novecento, e intonacata con i lavori di restauro, ospitano un affresco databile al tardo Quattrocento d'ignoto raffigurante la Crocifissione con santi. Il presbiterio rialzato da un gradino, è a pianta quadrata, con volta a botte. L'altare maggiore ospita la statua del santo titolare inserita in una nicchia. La parte è illuminata da due finestre poste lateralmente.